# Bernd Raffelhüschen
Bernd Raffelhüschen (* 7. Oktober 1957 in Niebüll) ist ein deutscher Wirtschaftswissenschaftler und Hochschullehrer. Er lehrte an der Universität Bergen und ist seit 1995 Professor für Finanzwissenschaft an der Albert-Ludwigs-Universität Freiburg. Neben seiner wissenschaftlichen Tätigkeit ist er Mitglied verschiedener Aufsichtsräte und tritt gegenüber Politik und Öffentlichkeit als Lobbyist u. a. für die Lobbyorganisation Initiative Neue Soziale Marktwirtschaft (INSM) auf.

## Leben
Raffelhüschen studierte ab 1977 Volkswirtschaftslehre an der Christian-Albrechts-Universität zu Kiel, der FU Berlin und der Universität Aarhus. 1989 wurde er an der Universität Kiel zu einem Thema der Geldtheorie und Sozialpolitik mit summa cum laude promoviert. 1994 erfolgte gleichfalls in Kiel die Habilitation bei Wolfgang Kitterer. 1994 erhielt Raffelhüschen einen Ruf an die Universität Bergen (Norwegen), der er nach eigenen Angaben bis 2019 als Professor II mit einem Deputat von 20 % angehörte. Seit 1995 ist Raffelhüschen Professor für Volkswirtschaftslehre, insbesondere Finanzwissenschaft, an der Universität Freiburg. Zu den Förderern des Instituts gehört u. a. der Verband der Privaten Krankenversicherung e. V.
Mit Genehmigung der Universität Freiburg hält oder hielt Raffelhüschen Aufsichtsratspositionen bei der Ergo Group sowie der Volksbank Freiburg und als stellvertretender Aufsichtsratsvorsitzender bei der Augustinum-Gruppe. Die Entwicklung eines Modells der Nachhaltigkeit in der Finanzierung der sozialen Sicherungssysteme führte 2002 zur Berufung in die Rürup-Kommission. Er ist außerdem Mitglied des Vorstands der Lobbyorganisation Stiftung Marktwirtschaft. Darüber hinaus ist er als „Botschafter“ der Lobbyorganisation Initiative Neue Soziale Marktwirtschaft tätig. Raffelhüschen ist Beiratsmitglied der Stiftung für die Rechte zukünftiger Generationen, des Verbands kinderreicher Familien Deutschland sowie der Walter-Raymond-Stiftung der Bundesvereinigung der Deutschen Arbeitgeberverbände. Seit 2011 ist er als Autor des jährlich erscheinenden Glücksatlas aktiv. Seit 2017 ist er Studienleiter der Deutschen Immobilienakademie an der Universität Freiburg.
Seit den 1990er Jahren ist Raffelhüschen mit der ehemaligen FDP-Bundestagsabgeordneten Claudia Raffelhüschen verheiratet. Sie haben drei erwachsene Kinder und leben in Freiburg-Littenweiler.

## Wissenschaftliches Werk
Raffelhüschen ist nach eigenen Angaben ein Vertreter der Freiburger Schule. Auf diese Tradition bezieht sich Raffelhüschen mit seinen wirtschaftsliberalen Auffassungen zur Reform der deutschen Sozialversicherungen. Raffelhüschen befasst sich ebenfalls mit den Auswirkungen des demographischen Wandels auf die öffentlichen Finanzen.
Raffelhüschen begründet seine Analysen mit der „Generationenbilanzierung“. Im Auftrag der Stiftung Marktwirtschaft veröffentlicht er seit 2006 regelmäßig eine Generationenbilanz für Deutschland, um seine Sicht auf Kenngrößen wie die langfristige Entwicklung der Staatsfinanzen, die Inflation oder die Zinsentwicklung darzulegen. Die Methodik der Generationenbilanzierung und das Konzept der „impliziten Staatsschuld“ bzw. der „Nachhaltigkeitslücke“ werden in den Wirtschaftswissenschaften teils heftig kritisiert.

### Studien zur Rente
In den Generationenbilanzen für die Stiftung Marktwirtschaft macht Raffelhüschen auf die sogenannte „implizite Staatsschuld“ aufmerksam und plädiert für Korrekturen des Systems. Er prognostiziert seit 2004 auf Basis seiner Generationenbilanzierung ein wachsendes Ungleichgewicht zwischen Rentenzahlungen und zugehörigen Einnahmen. Daher forderte er eine stärkere private Vorsorge, eine Senkung des Rentenniveaus, eine Verlängerung der Arbeitszeit und eine Abschaffung des vorgezogenen Ruhestands. Sozialverbände sowie verschiedene Medien und Parteien kritisierten diese Forderungen.
Raffelhüschen kritisierte zudem im Jahr 2017 die Höhe der ostdeutschen Renten als zu hoch; die Angleichung der Renten zwischen Ost und West sieht er als ungerecht an. Er wirbt für eine Ergänzung des umlagefinanzierten Rentensystems durch eine kapitalbasierte Rente und setzt sich für mehr „Nachhaltigkeit“ in der Renten-, Kranken- und Pflegeversicherung ein. Zur Rente, speziell zur Altersarmut, ist seine Aussage bekannt: „Es gibt keine Altersarmut in Deutschland. Sie ist quasi irrelevant.“
Raffelhüschen wirkte im Jahr 2022 auch bei einer Generationenbilanz zur Schweizer Alters- und Hinterlassenenversicherung für die Großbank UBS mit. Der Schweizerische Gewerkschaftsbund kritisierte die Methodik und warf der Studie vor, ihre wahren Beweggründe zu verschleiern: Es störe „die Topverdiener, mehr in die AHV einzuzahlen, als sie an Rente beziehen“. Ferner sei es für die UBS attraktiver, „wenn die SchweizerInnen private Altersvorsorgeprodukte kaufen, als wenn die AHV ausgebaut wird“.

### Studie zur Migration
2024 stellte Raffelhüschen die Ergebnisse einer von der Stiftung Marktwirtschaft beauftragten Studie auf Basis der Generationenbilanzierung vor, nach der die Migration Geringqualifizierter (z. B. jene über die Asylmigration) nach Deutschland ein massiver Kostenfaktor ohne Nutzen sei. Konservative Medien und Parteien griffen die Studie als Beweis auf, dass diese Migration Geringqualifizierter dem Land schade. Die der SPD bzw. den GRÜNEN nahestehenden  Wirtschaftswissenschaftler Jens Südekum und Marcel Fratzscher kritisierten die Methodik der Studie. Jens Südekum kritisierte, dass als Annahme „die heutige Gesetzgebung in alle Ewigkeit fortgeschrieben“ werde. Unter dieser Annahme hätten in Raffelhüschens Studie auch alle in Deutschland geborenen Kinder „über den restlichen Lebenszyklus eine negative fiskalische Bilanz“. Jeder neugeborene Mensch in Deutschland werde unter dieser Prämisse zu einer Nettobelastung für die Sozialsysteme. Raffelhüschens Studie bezichtigten Südekum und Fratzscher des „menschenfeindlichen Nullsummendenkens“. Migration sei jedoch im Gegenteil nicht nur förderlich, sondern sogar essentiell für die deutsche Wirtschaft und das Gemeinwesen.

### Studien zur Schuldenbremse
Raffelhüschen verfasste 2011 eine Studie für die Lobbyorganisation Bund der Steuerzahler Deutschland, in der er zu dem Schluss kam, dass die meisten Bundesländer überschuldet seien. Raffelhüschen sprach von griechischen Verhältnissen. Seiner Voraussage nach würden viele Bundesländer die Schuldenbremse nicht einhalten können; vor allem Pensionszahlungen würden die Reserven aufzehren. 2023 veröffentlichte er eine weitere Studie im Auftrag des Steuerzahlerbundes. Raffelhüschen betrachtete die Schuldenbremse im deutschen Bundeshaushalt 2023 als „Segen“, der unbedingt bewahrt bleiben müsse. Sparen müsse Deutschland vor allem an Sozialausgaben.

### Studie zur Pflegeversicherung
Im Jahr 2005 verfasste Raffelhüschen im Auftrag der Lobbyorganisation Initiative Neue Soziale Marktwirtschaft eine Studie zur Lage der Pflegeversicherung. Raffelhüschen kam zum Schluss, dass der demografische Wandel allein die Pflegeversicherung in den folgenden 30 Jahren mindestens 250 Milliarden Euro zusätzlich koste. Götz Hamann schrieb in der Wochenzeitung Die Zeit, dass „Raffelhüschens Auftritt [...] nicht bloß ein kleiner Beitrag zur Reformdebatte“ sei. Vielmehr wurde Raffelhüschens Studie Teil „einer auf Jahre angelegten politischen Strategie“ der INSM.

### Studie zur Krankenversicherung
In einer weiteren Studie im Auftrag der INSM rechnete Raffelhüschen im Jahr 2011 vor, dass die deutschen Sozialversicherungen jährlich 100 Milliarden Euro für versicherungsfremde Leistungen ausgäben. Die INSM nutzte die Studie, um zu argumentieren, dass die kostenlose Mitversicherung in der gesetzlichen Krankenversicherung „grob ungerecht“, also zu beenden sei.

## Kritik an Lobbyarbeit
Kritisiert wurde, dass Raffelhüschen seine wissenschaftliche Tätigkeit, seine Politikberatung (Rürup-Kommission) und seine öffentlichen Auftritte als Wirtschaftsexperte mit Lobbyismus und gleichzeitigen Aufsichtsratsmandaten in der Versicherungswirtschaft verknüpft, ohne dies ausreichend kenntlich zu machen.

## Sonstiges
Raffelhüschen vertrat die These, dass die durchschnittliche Lebenserwartung mit dem Bruttoinlandsprodukt in Deutschland korreliere. Daraus folgerte er, dass die COVID-19-Pandemie in Deutschland wegen der einbrechenden Konjunktur über die reinen Krankheitsfolgen hinaus Lebenszeit kosten werde. Diesen Kausalzusammenhang bestritt jedoch der Soziologe Mirko Wenig.
In einem NZZ-Meinungsbeitrag kritisierte er mit deutlichen Worten die Vorschläge Robert Habecks zum Liquiditätsaufbau der deutschen Sozialkassen und meinte, das Sozialsystem habe gar kein Einnahmenproblem. Vielmehr sollten die Rentenanwärter verstärkt Eigenbeiträge zur Rente ansparen. Die Wirtschaftswoche wies darauf hin, dass Kapitalerträge schon lange mit Sozialabgaben belegt sind.

## Publikationen (Auswahl)
- 2016     Die langfristigen Auswirkungen der Fluchtmigration auf die fiskalische Nachhaltigkeit in Deutschland, Bahnsen, L., Manthei, G. und B. Raffelhüschen, Zeitschrift für Staats- und Europawissenschaften, 14(4), 483–502.
- 2013     Long-Term Fiscal Effects of Public Pension Reform in Norway – A Generational Accounting Analysis, Hagist, C., B. Raffelhüschen, A.E. Risa und E. Vårdal, Nordic Journal of Political Economy, 38(2), 1–23.
- 2009     How Regional Differences in Taxes and Public Goods Distort Life Cycle Location Choices, Kotlikoff, L., B. Raffelhüschen und C. Hagist, Hacienda Pública Española/Revista de Economía Pública, 189(2), 47–80.
- 2004     Denn sie wussten, was sie taten: Zur Reform der Sozialen Pflegeversicherung, Häcker, J. und B. Raffelhüschen, Vierteljahreshefte zur Wirtschaftsforschung, 73(1), 158–174.
- 1999     Population Aging and Fiscal Policy in Europe and the United States, Gokhale, J. und B. Raffelhüschen, Economic Review, 35(4), 10–20.
- 1999     Generational Accounting in Europe, Raffelhüschen, B., The American Economic Review, Papers and Proceedings, 89(2), 167–170.
- 1996     Et generationsregnskab for Danmark, Jensen, S., P. Jacobsen, M. Junge und B. Raffelhüschen, Nationaløkonomisk Tidsskrift, 134(1), 39–60.
- 1994     Social security and intergenerational redistribution: A generational accounting perspective, Boll, S., B. Raffelhüschen und J. Walliser, Public Choice, 81(1), 79–100.
- 1992     Labor migration in Europe: Experiences from Germany after unification, Raffelhüschen, B., European Economic Review, 36(7), 1453–1471.
- 1989     Alterssicherung und Staatsverschuldung, Raffelhüschen, B., Finanzarchiv, 47(1), 60–76.

Festschrift
- Christian Hagist u. a. (Hrsg.): Fiskalische Nachhaltigkeit. Von der ökonomischen Theorie zum politischen Leitbild : Festschrift für Bernd Raffelhüschen zum 65. Geburtstag. Vahlen, München 2022, ISBN 978-3-8006-7009-3.

## Preise
- 2003: Schader-Preis
- 2004: Philip-Morris-Forschungspreis
- 2008: Karl-Bräuer-Preis – Auszeichnung der Landesverbände des Bunds der Steuerzahler Deutschland

## Einzelbelege
1. ↑  Lausitzer Rundschau: Das weit gespannte Netz der Lobbyisten. 21. April 2006, abgerufen am 13. November 2020.
2. ↑  Wie die Rente sicher bleibt | Blätter für deutsche und internationale Politik. Abgerufen am 13. November 2020.
3. 1 2  Homepage der INSM, abgerufen am 14. Juli 2021.
4. 1 2  Versicherungsbote.de: Bernd Raffelhüschen zeigt sich (vorerst) reformmüde - Kommentar - Versicherungsbote.de. 23. März 2016, abgerufen am 10. März 2024.
5. ↑  Förderer. In: Forschungszentrum Generationenverträge. Abgerufen am 10. März 2024 (deutsch).
6. ↑  ERGO
7. ↑  Volksbank Freiburg (Memento des Originals vom 11. April 2018 im Internet Archive)  Info: Der Archivlink wurde automatisch eingesetzt und noch nicht geprüft. Bitte prüfe Original- und Archivlink gemäß Anleitung und entferne dann diesen Hinweis.
8. ↑  Augustinum Gruppe (Memento des Originals vom 23. April 2019 im Internet Archive)  Info: Der Archivlink wurde automatisch eingesetzt und noch nicht geprüft. Bitte prüfe Original- und Archivlink gemäß Anleitung und entferne dann diesen Hinweis.
9. ↑  Nachhaltigkeit in der Finanzierung der sozialen Sicherungssysteme
10. ↑  Lobbyregistereintrag Stiftung Marktwirtschaft. Abgerufen am 20. August 2023.
11. ↑  Vgl. Beiräteliste des Verbandes kinderreicher Familien (Seite nicht mehr abrufbar, festgestellt im Juli 2024. Suche in Webarchiven)  Info: Der Link wurde automatisch als defekt markiert. Bitte prüfe den Link gemäß Anleitung und entferne dann diesen Hinweis., zuletzt abgerufen am 12. Juli 2021.
12. ↑  Bernd Raffelhüschen als Referent bei Econ. Abgerufen am 11. März 2024.
13. ↑  Raffelhüschen, B., Krieg, O.: Deutsche Post Glücksatlas 2017
14. ↑  Deutsche Immobilienakademie (Memento des Originals vom 10. April 2018 im Internet Archive)  Info: Der Archivlink wurde automatisch eingesetzt und noch nicht geprüft. Bitte prüfe Original- und Archivlink gemäß Anleitung und entferne dann diesen Hinweis.
15. ↑  Uwe Mauch: Das Leben als Wettbewerb. Badische Zeitung, 11. September 2021, abgerufen am 11. September 2021.
16. ↑  Raffelschüschen Lebenslauf
17. ↑  James K. Galbraith, L. Randall Wray, Warren Mosler: THE CASE AGAINST INTERGENERATIONAL ACCOUNTING - The Accounting Campaign Against Social Security and Medicare. (PDF) 2009, abgerufen am 21. Februar 2024.
18. ↑  John B. Williamson, Anna Rhodes: A critical assessment of generational accounting and its contribution to the generational equity debate. In: International Journal of Ageing and Later Life. Band 6, Nr. 1, 2011, ISSN 1652-8670, S. 33–57, doi:10.3384/ijal.1652-8670.116133 (ijal.se [abgerufen am 22. Februar 2024]).
19. ↑  Antonio Brettschneider: Paradigmenwechsel als Deutungskampf: Diskursstrategien im Umbau der deutschen Alterssicherung. In: Sozialer Fortschritt. Band 58, Nr. 9/10, 2009, ISSN 0038-609X, S. 193.
20. ↑  Jan Priewe: Schuldentragfähigkeit mit impliziten Staatsschulden – Leitbild oder Irrlicht? Band 2023, Nr. 3, 2023, S. 198–204 (wirtschaftsdienst.eu [abgerufen am 5. März 2024]).
21. ↑  Philip Plickert: Staatsfinanzen: Der unsichtbare Schuldenberg. In: FAZ.NET. 26. April 2010, ISSN 0174-4909 (faz.net [abgerufen am 9. März 2024]).
22. ↑  Politik: „Rentenniveau von 46 Prozent absurd“ Experte kritisiert SPD-Linke. In: Der Tagesspiegel Online. ISSN 1865-2263 (tagesspiegel.de [abgerufen am 25. Januar 2024]).
23. ↑  Alexander Hagelüken: Rente - Massive Kritik an SPD-Rentenplänen. 20. August 2018, abgerufen am 25. Januar 2024.
24. ↑  Handelsblatt. Abgerufen am 25. Januar 2024.
25. ↑  2023/2024 Bernd Raffelhüschen: marktradikale Gier, Einsparungen & Rente mit 99? marktradikal stärkt rechtsradikal | Mitwelt. Abgerufen am 25. Januar 2024.
26. ↑  Vorschlag von Ökonomen: Höheres Rentenalter gegen Inflation? In: Die Tageszeitung: taz. 18. Mai 2022, ISSN 0931-9085 (taz.de [abgerufen am 25. Januar 2024]).
27. ↑  RP ONLINE: Rentenangleichung: Kritik an hohen Ostrenten. 16. Januar 2017, abgerufen am 25. Januar 2024.
28. ↑  Quelle: Homburg, Stefan et al. (2014) : Staatsschuldenkrise: Zeitbombe für die Währungsunion?, ifo Schnelldienst, ISSN 0018-974X, Vol. 67, Iss. 15, S. 3–30.
29. ↑  Interview der INSM: 8 Fragen der INSM an Prof. Dr. Bernd Raffelhüschen, veröffentlicht am 29. September 2016.
30. ↑  Finanzierung der AHV - Beseitigung der AHV-Lücke führt laut UBS über höheres Rentenalter. 24. Januar 2023, abgerufen am 9. März 2024.
31. ↑  Schweizerischer Gewerkschaftsbund: Die Jüngeren haben die Grundlage ihres Wohlstandes von den heutigen RentnerInnen geerbt. Die als "Generationenbilanz" getarnte AHV-Kritik der UBS ist tendenziös. 21. März 2022, abgerufen am 21. Februar 2024.
32. ↑  Migrationspolitik - „In der jetzigen Situation sind die Zuwanderer kein Gewinn“ | Cicero Online. Abgerufen am 25. Januar 2024.
33. ↑  Pressedetails. Abgerufen am 25. Januar 2024.
34. ↑  Top-Ökonom rechnet vor: „Migration ist ein Kostenfaktor“. Abgerufen am 25. Januar 2024.
35. ↑  Migrationsstudie: Kritik an Raffelhüschen-Methodik • Table.Media. 11. Januar 2024, abgerufen am 22. Februar 2024.
36. ↑  D. I. W. Berlin: DIW Berlin: Migranten sind kein finanzieller Verlust für Deutschland. Abgerufen am 25. Januar 2024.
37. ↑  Migrationsstudie: Kritik an Raffelhüschen-Methodik • Table.Media. 11. Januar 2024, abgerufen am 25. Januar 2024.
38. ↑  Mark Schieritz: Migration: Kosten Zugewanderte 5,8 Billionen Euro? In: Die Zeit. 12. Januar 2024, ISSN 0044-2070 (zeit.de [abgerufen am 25. Januar 2024]).
39. ↑  Ökonom Raffelhüschen glaubt nicht an Haltbarkeit der Schuldenbremse. Abgerufen am 25. Januar 2024.
40. ↑  Thomas Öchsner: Griechenland ist hier. 16. Dezember 2011, abgerufen am 25. Januar 2024.
41. ↑  Steuerzahlerbund BW: Grün-Schwarz hat Corona-Schulden gehamstert - SWR Aktuell. In: swr.de. 4. Oktober 2023, abgerufen am 11. März 2024.
42. ↑  Ökonom Raffelhüschen: "Die Schuldenbremse ist ein Segen". 30. November 2023, abgerufen am 25. Januar 2024.
43. ↑  Ökonom fordert drastische Einsparungen angesichts der Haushaltskrise. 30. November 2023, abgerufen am 25. Januar 2024 (deutsch).
44. ↑  Ökonom Raffelhüschen: „Die Schuldenbremse ist ein Segen“. 30. November 2023, abgerufen am 25. Januar 2024.
45. ↑  Götz Hamann: Lautsprecher des Kapitals. In: Die Zeit. 4. Mai 2005, archiviert vom Original (nicht mehr online verfügbar); abgerufen am 9. März 2024.
46. ↑  Marvin Oppong: Initiative Neue Soziale Marktwirtschaft: Lobbyisten auf Sendung. In: Die Tageszeitung: taz. 24. Juli 2009, ISSN 0931-9085 (taz.de [abgerufen am 9. März 2024]).
47. ↑  Arbeitgeber-Initiative: Kostenlose Mitversicherung ist "grob ungerecht" - WELT. 3. Oktober 2015, abgerufen am 9. März 2024.
48. ↑  Marvin Oppong: Lobbyisten auf Sendung. Die Tageszeitung, 24. Juli 2009, abgerufen am 14. Juli 2021.
49. ↑  versicherungsbote.de: Raffelhüschen: Corona-Lockdown kostet mehr Lebensjahre als Krankheit selbst. Artikel vom 17. Juni 2020, aufgerufen am 4. Mai 2021.
50. ↑  Johannes C. Bockenheimer: Kapitalerträge und Sozialabgaben: Ökonom zerlegt Vorschlag von Robert Habeck. In: Neue Zürcher Zeitung. 13. Januar 2025, ISSN 0376-6829 (nzz.ch [abgerufen am 14. Januar 2025]).
51. ↑  Niklas Hoyer: Krankenkassen-Beiträge auf Kapitalerträge? Gibt es längst! WirtschaftsWoche, abgerufen am 14. Januar 2025.

| Personendaten    | Personendaten        |
| ---------------- | -------------------- |
| NAME             | Raffelhüschen, Bernd |
| KURZBESCHREIBUNG | deutscher Ökonom     |
| GEBURTSDATUM     | 7. Oktober 1957      |
| GEBURTSORT       | Niebüll              |